# Vachós (Héraklion)
Vachós, en grec moderne : Βαχός, est un village du dème de Viánnos, en Crète, en Grèce. Selon le recensement de 2011, la population de Vachós compte 63 habitants. Le village est situé à une altitude de 600 m et à une distance de 70 km de Héraklion.